# Aeolidia campbellii
Aeolidia campbellii is een slakkensoort uit de familie van de Aeolidiidae. De wetenschappelijke naam van de soort is voor het eerst geldig gepubliceerd in 1871 door Cunningham als Eolis campbellii.